# كارينا باكي
كارينا باكي (بالبرتغالية: Karina Bacchi‏) (من مواليد 8 أكتوبر 1976) ممثلة وعارضة ومقدمة برامج تلفزيون برازيلية، وتشتهر بأنها فازت في الموسم الأول من النسخة البرازيلية من الرقص مع النجوم (أواخر عام 2005) والفائزة في الموسم الثانية في النسخة البرازيلية من برنامج الواقع المزرعة الذي بثته ريدي ريكورد، عندما هزمت الممثل أندريه سيغاتي في الجولة النهائية في عام 2009 ، حصلت على مليون دولار كجائزة، وتبرعت بكل الأموال لجمعية خيرية. في مجال التلفزيوني ظهرت صغيرة منها دور باميلا في مسلسل أغورا وكيو ساو إيلاس عام 2003 ، دور «غلوريا» في مسلسل كامينوس دو كوراساو عام 2007.

## نشأتها
ولدت كارينا في ساو مانويل، ساو باولو. هي من أصل إيطالي وإسباني وأفريقي.
بدأت كارينا حياتها المهنية في مجال الأزياء في سن الرابعة. في الرابعة عشر من عمره، انتقل إلى ساو باولو، حيث عملت أولاً كعارضة للتصوير الفوتوغرافي، ثم في المسيرات والحملات الإعلانية في المجلات والتلفزيون. قام بالظهور على أغلفة المجلات مثل Playboy ، و Galileo ، و Good Shape ، و Nova ، و Vip ، كما قامت بعمل بروفات لمواقع مثل Paparazzo و The Girl. بالإضافة إلى الإعلان والموضة، درس المسرح والرقص.

## حياته الشخصية
كارينا أم عزباء، قررت كارينا أن تكون أمًا أواخر عام 2016 واختارت إجراء التلقيح الاصطناعي مع السائل المنوي من أحد البنوك المانحة، وأنجبت طفل إنريكو في أغسطس 2017. بعد مرور 20 يوماً على ولادتها قابلت رجل الأعمال أموري نونيز عندما كان الولد الصغير حديث الولادة تزوجت من أموري في 29 نوفمبر 2018. حضر إنريكو الحفل، وشارك في المراسم بإحضار خاتمي الزفاف إلى والدته وعريسها.

على الرغم من كون الأيام الأولى بعد وصول الطفل مضطربة ومربكة. تتكيف المرأة مع دور الأم، وحاجة الطفل إلى الاهتمام طوال الوقت. لكن يمكن أن يجلب النفاس أيضًا مفاجآت كبيرة، عبرت عن هذه التجربة في شريط فيديو. 
| كارينا باكي | "بعد مرور 20 يومًا على ولادة إنريكو ، قابلت حبي الكبير" | كارينا باكي |

.
حضت العائلة بإهتمام كبير حيث للطفل «إنريكو» شهرة واسعة حيث لديه 1.8 مليون متابع على الشبكات الاجتماعية.

## روابط خارجية
- كارينا باكي على موقع IMDb (الإنجليزية)
- كارينا باكي على موقع قاعدة بيانات الفيلم (الإنجليزية)

- الموقع الرسمي
- كارينا باكي في قاعدة بيانات الأفلام على الإنترنت
- كارينا باكي على إنستغرام